# Tiridates III van Parthië
Tiridates III was koning van de Parthen van 35 tot 36.
Hij was een kleinzoon van de Parthische koning Phraates IV, die in 10 v.Chr. zijn oudste vier zonen naar Rome zond als gijzelaars van keizer Augustus. Tiridates groeide dan ook op in Rome.
In 34 stierf de pro-Romeinse koning Artaxias III van Armenië. Artabanus II, koning van de Parthen, greep direct in en plaatste zijn eigen zoon op de Armeense troon. Dit was echter tegen de zin van een aantal pro-Romeinse Parthische aristocraten. Zij stuurden in het geheim een delegatie naar keizer Tiberius en verzochten hem in te grijpen. In eerste instantie stuurde Tiberius Phraates, een zoon van Phraates IV, maar toen deze nog voor aankomst in Parthië overleed, zond hij Tiridates.
Tiridates werd door Syrië geëscorteerd door Lucius Vitellius, de gouverneur van Syrië. Het was aanvankelijk de bedoeling dat Vitellius Tiridates zou helpen de Parthische troon te bemachtigen, maar omdat Vitellius onverwachts naar Cilicia moest omdat daar opstand was uitgebroken, moest Tiridates vanaf de Eufraat (de grens met Parthië) zonder Vitellius' steun verder reizen. Met hulp van pro-Romeinse Parthische aristocraten bereikte hij de hoofdstad Ctesiphon, waar hij tot koning werd gekroond. Tiridates slaagde er echter niet in voldoende steun voor zijn regering te krijgen onder de verschillende Parthische stammen, onder meer omdat hij deze niet wilde bezoeken uit vrees dat hij het slachtoffer van een aanslag zou worden.
Artabanus had ondertussen de hulp in geroepen van Skythische troepen. Met hun steun wist hij Tiridates spoedig uit Parthië te verdrijven. Tiridates zag zich gedwongen naar Vitellius in Syrië terug te keren. Daarna verdwijnt Tiridates uit de geschiedschrijving.

## Antieke bronnen
- Tacitus, Annales, VI, 32, 37, 41-44
- Dio Cassius, LVIII, 26